# Myrina symira
Myrina symira är en fjärilsart som beskrevs av William Chapman Hewitson 1876. Myrina symira ingår i släktet Myrina och familjen juvelvingar. Inga underarter finns listade i Catalogue of Life.